# Euryoryzomys nitidus
Euryoryzomys nitidus és una espècie de mamífer rosegador de la família dels cricètids. Viu a altituds d'entre 50 i 2.000 msnm a Bolívia, el Brasil i el Perú. Es tracta d'un animal solitari. El seu hàbitat natural són els boscos humits perennifolis de zones tropicals i subtropicals. És una espècie en risc mínim, és a dir, no sembla que hi hagi cap amenaça significativa per a la seva supervivència.